# Pałac w Tłokini Kościelnej
Pałac w Tłokini Kościelnej – pałac w Tłokini Kościelnej, neoklasycystyczny, wzniesiony w latach 1915–1916; wpisany do rejestru zabytków w 1985, restaurowany w latach 2009–2012.

## Historia

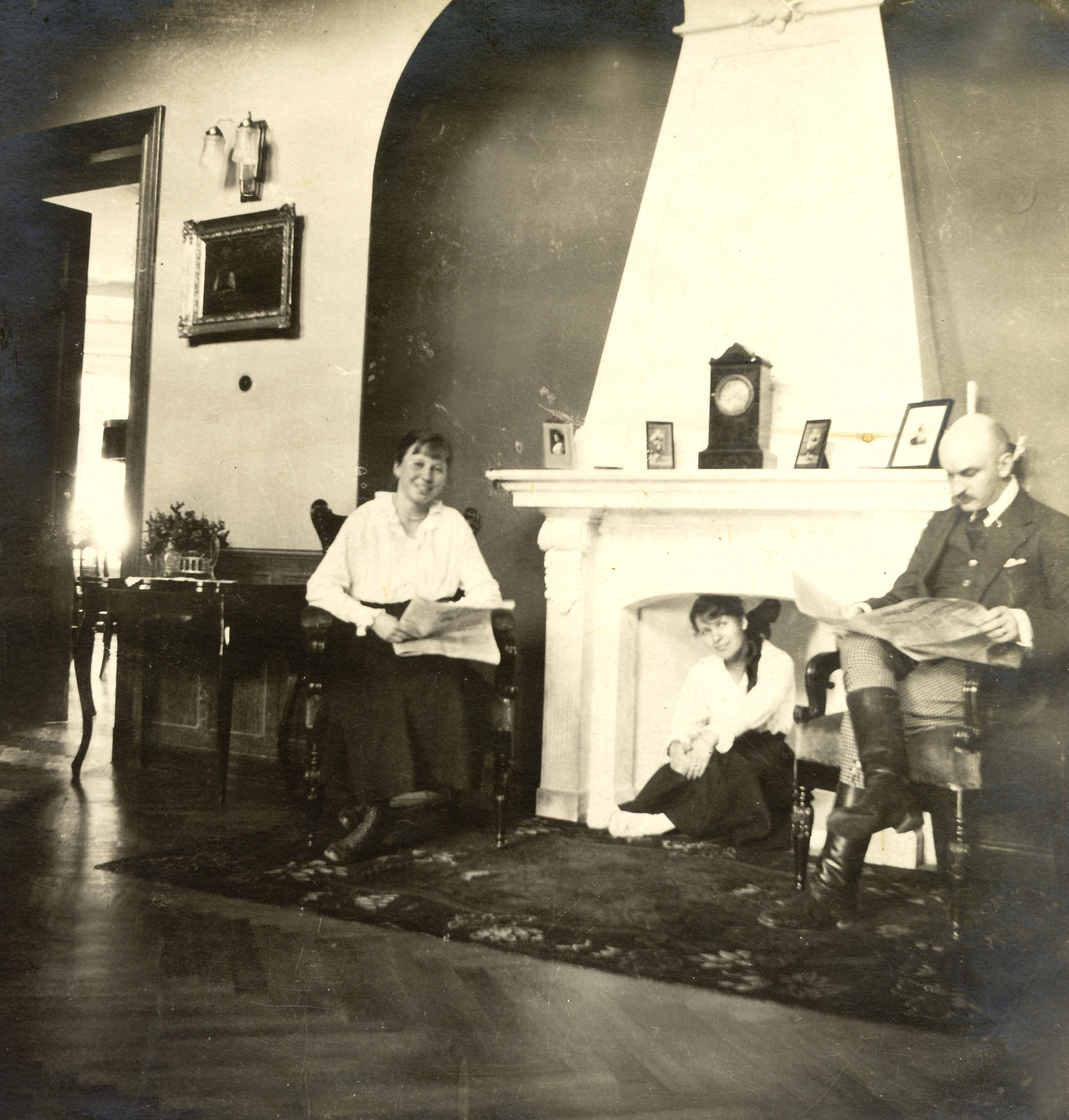
Zofia i Ignacy Chrystowscy, pierwsi właściciele pałacu

Pałac zbudowany w latach 1915–16 znajduje się w dawnym majątku należącym od 1844 roku do rodziny Chrystowskich herbu Starża. Wzniesiony został przez Ignacego Władysława Chrystowskiego, syna Jana Władysława i Anieli Zuzanny ze Ścibor-Bogusławskich herbu Ostoja. Ignacy Władysław Chrystowski ożenił się z Zofią Chrzanowską herbu Nowina w dniu 21 listopada 1911 roku. Zofia Chrystowska dbała o pałac i zajmowała się ogrodem. Ignacy również dbał o rodowy majątek, a także udzielał się politycznie, był posłem z powiatu kaliskiego na Sejm III kadencji w latach 1930-1935 reprezentując Stronnictwo Narodowe.

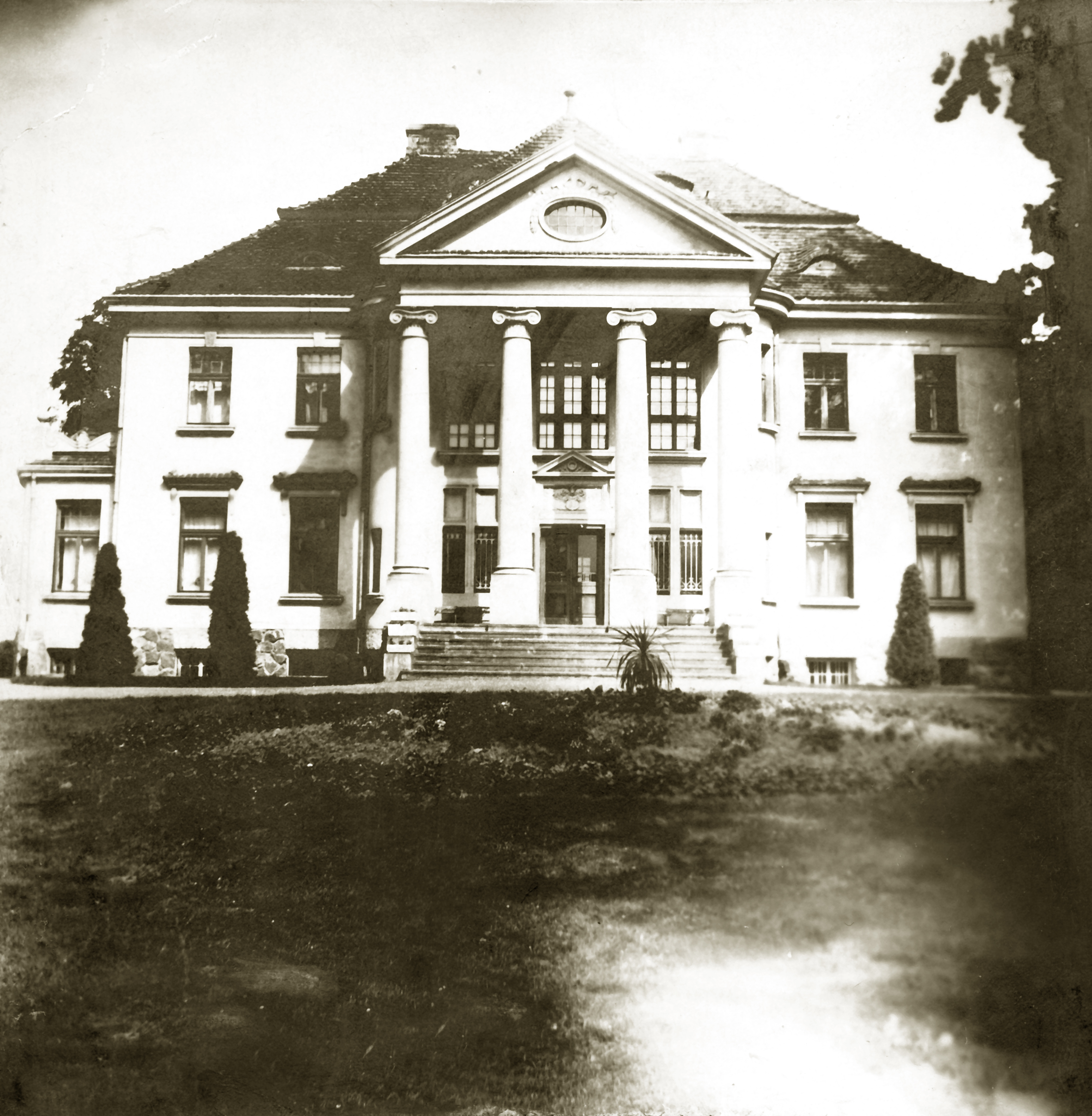
Zdjęcie pałacu z rodzinnego albumu państwa Chrystowskich

W pałacu gościło wiele osób, między innymi minister spraw zagranicznych Roman Dmowski, ostatni prymas Królestwa Polskiego kardynał Aleksander Kakowski, generał Jan Marian Hempel czy senator Władysław Jabłonowski.
Ignacy zmarł w 1938 roku, natomiast jego żonę wygnano z Tłokini podczas II wojny światowej, gdy majątek został zajęty przez okupanta.
Po wojnie mieściły się tutaj różne instytucje oraz zamieszkiwali tu prywatni lokatorzy. Dopiero w 2010 roku pałac przeszedł w ręce nowych właścicieli, którzy we wnętrzach odtworzyli atmosferę ziemiańskiej siedziby, gromadząc pamiątki z życia Zofii i Ignacego Chrystowskich.

## Architektura
Architektem domu Chrystowskich był prawdopodobnie Roger Sławski. Pałac – elegancki budynek niosący cechy polskiego dworu – zdobi kolumnowy portyk i wysoki, łamany dach z powiekowymi okienkami. Wewnątrz znajduje się angielski hol z kominkiem oraz oryginalny wysoki łamany dach z wypiętrzeniem za tympanonem portyku. Pałac ma funkcjonalne wnętrza połączone systemem korytarzy i dyskretnych, bocznych schodów.  Naturalną oprawę dla majątku stanowi park z dębowym starodrzewem i XIX-wieczną oficyną.

## Obecnie

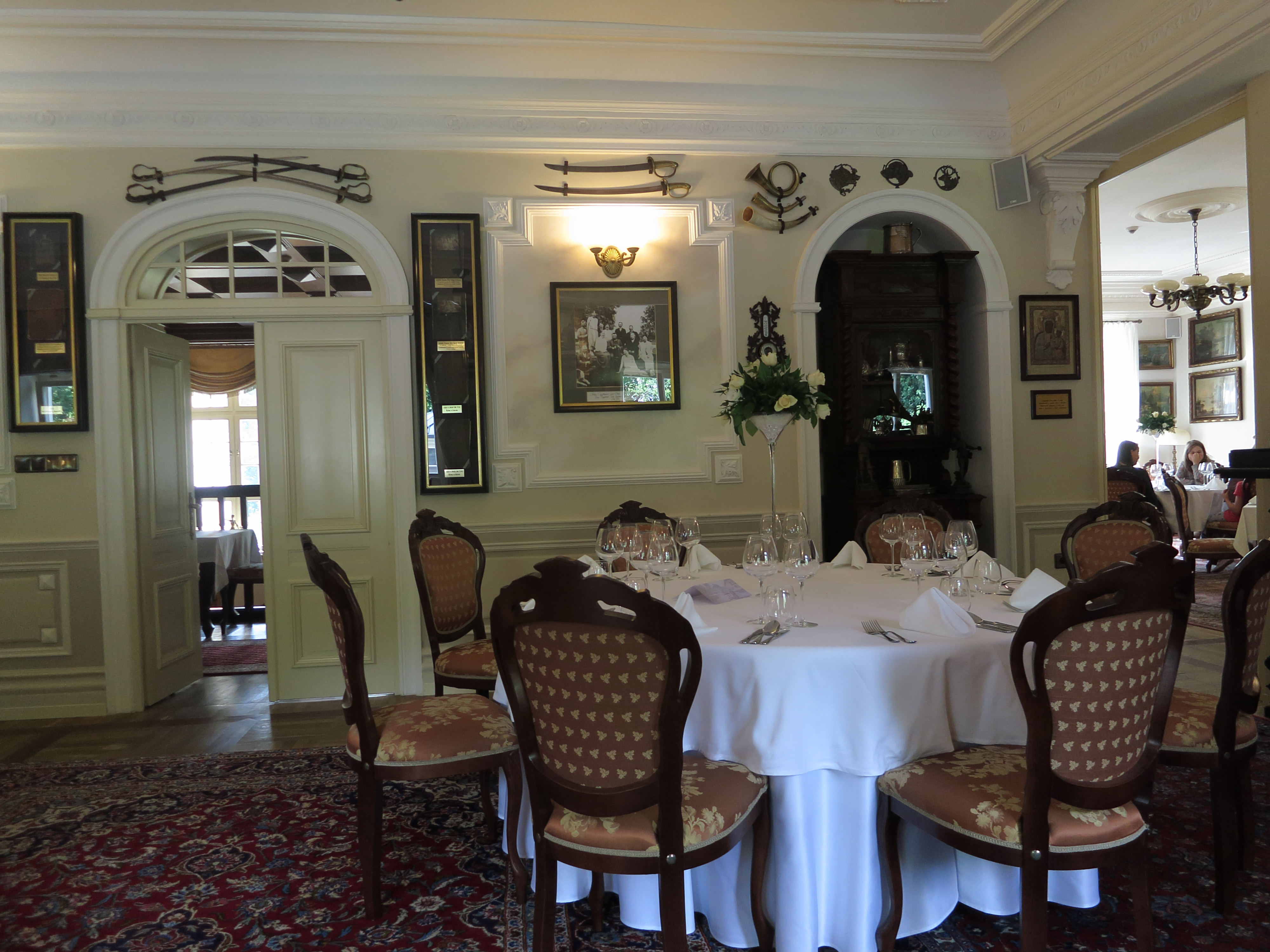
Wnętrze pałacu

Obecnie Pałac Tłokinia pełni funkcję restauracji i hotelu.